# Bitwa pod Sucharami
Starcie pod Sucharami (Odwet za Szczuczyn) – walka stoczona przez kompanię ppor. Jana Wasiewicza "Lwa" z I batalionu  77 pułku piechoty AK 16 maja 1944 roku z oddziałem niemiecko-ukraińskim. W wyniku starcia zginęło 37 żołnierzy niemieckich i ukraińskich oraz 8 polskich.

## Przed starciem
13 maja, major Maciej Kalankiewicz dowódca 77 pułku piechoty, wysłał 1 kompanie I batalionu, na skutek zaalarmowania dowództwa o oddziałach niemieckich przez okoliczne placówki Armii Krajowej, które próbowały wyegzekwować kontygenty.

## Przebieg starcia
Wczesną godziną 16 maja żołnierze 1 kompanii zostali sprowokowani ogniem Niemców i Ukraińców, aby zmusić obrońców do wyjścia na niezbyt dogodny teren, co się udało. Potem gdy kompania opuściła swoje pozycje nagle zabrzmiały karabiny i rozpoczęła się wymiana ognia. Do pomocy według wcześniejszego planu przybyły 2 plutony. co umożliwiło pokonanie niemiecko-ukraińskiego oddziały. podczas potyczki, ze strony polskiej zginął m.in. dowódca plutonu III plut. pchor. Wiesław Nowocień. Przy ciałach żołnierzy niemieckich partyzanci przyczepianoartki z napisem "Odwet za Szczuczyn".

## Po starciu
Wieczorem 16 maja 1 kompania została przerzucona do wsi Mociewczuki, gdzie znajdowało się obozowisko batalionu, na odpoczynek. Kilka dni później kompania została okresowo przeniesiona do batalionu VII. Mjr Maciej Kalenkiewicz wniósł 17 maja o nadanie Krzyży Walecznych Janowi Wasiewiczowi, Henryce Nowocień,  (szefowi sanitarnemu kompanii), późniejszej żonie Aleksandra Tarnawskiego (ślub w 1950 r.) i pośmiertnie Wiesławowi Nowocieniowi, synowi Henryki.